# OC Be 2/2
De Be 2/2 is een elektrisch treinstel bestemd voor het regionaal personenvervoer van de Chemin de fer Orbe-Chavornay (OC) op de spoorlijn Orbe - Chavornay in het Zwitserse kanton Vaud.

## Geschiedenis
Het voertuig werd als eerste personenvoertuig door Stadler Rail gebouwd. In 1990 werd dit voertuig door TRAVYS om genummerd in Be 557 614.
In 2006 werd dit voertuig vervangen door de BDe 557 615 en is sindsdien het reservevoertuig.

## Constructie en techniek
Het voertuig is niet ontworpen voor een UIC-koppeling en is niet voorzien van buffers.

## Treindiensten
De trein wordt door de Chemin de fer Orbe-Chavornay (OC) ingezet op het traject Orbe - Chavornay.